# 梅本站
梅本站（日语：／ Umenomoto eki */?）是位於日本愛媛縣松山市的鐵路車站，隸屬於伊予鐵道（伊予鐵），車站編號為IY18，車站另設有副站名「四國癌症中心前」，是伊予鐵道眾車站中唯一設有副站名的車站，四國癌症中心是由日本厚生勞働省所設立，但以獨立法團的「國立病院機構」名義管理的政府醫院，亦是四國島內的中心醫院，地位重要，因此加設了副站名。
本站位處橫河原線的中央，近乎所有班次的列車都在此站進行交換，亦是除松山市站外線內唯一採用月台編號的車站。當遇上緊急情況或事故下，本站亦成為臨時折返點。

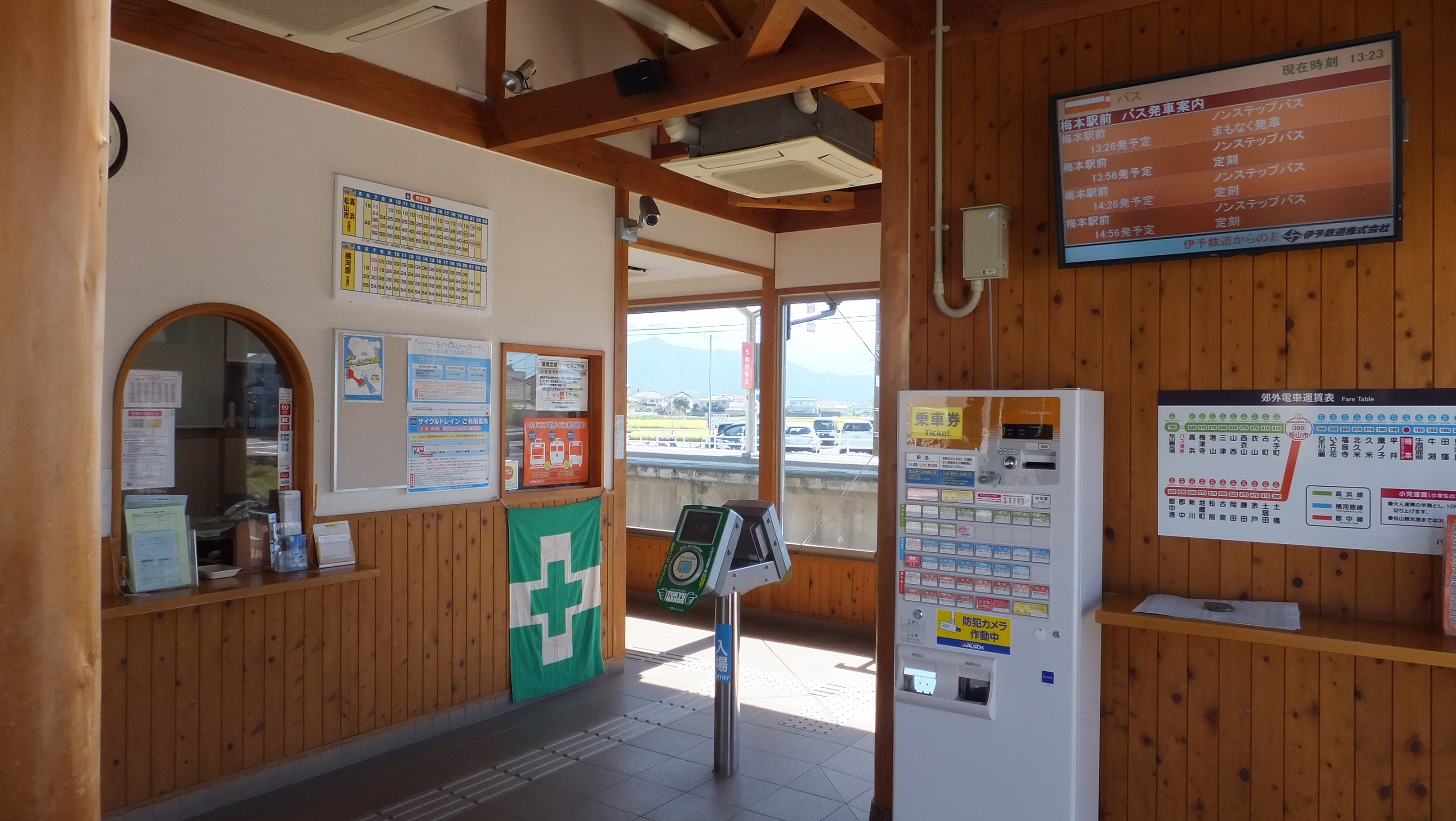
驗票口（2015年10月）

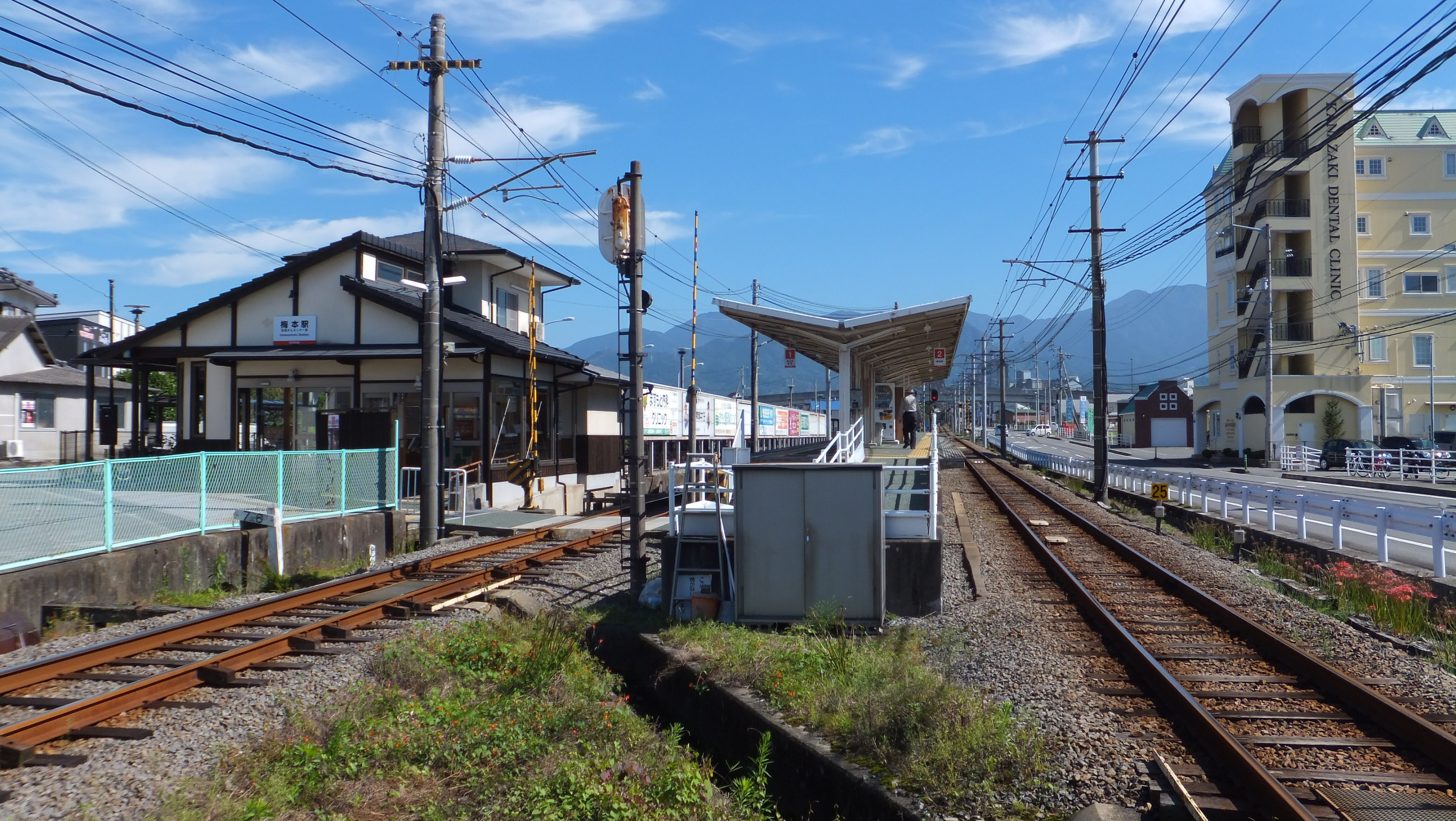
月台（2015年10月）

## 車站結構

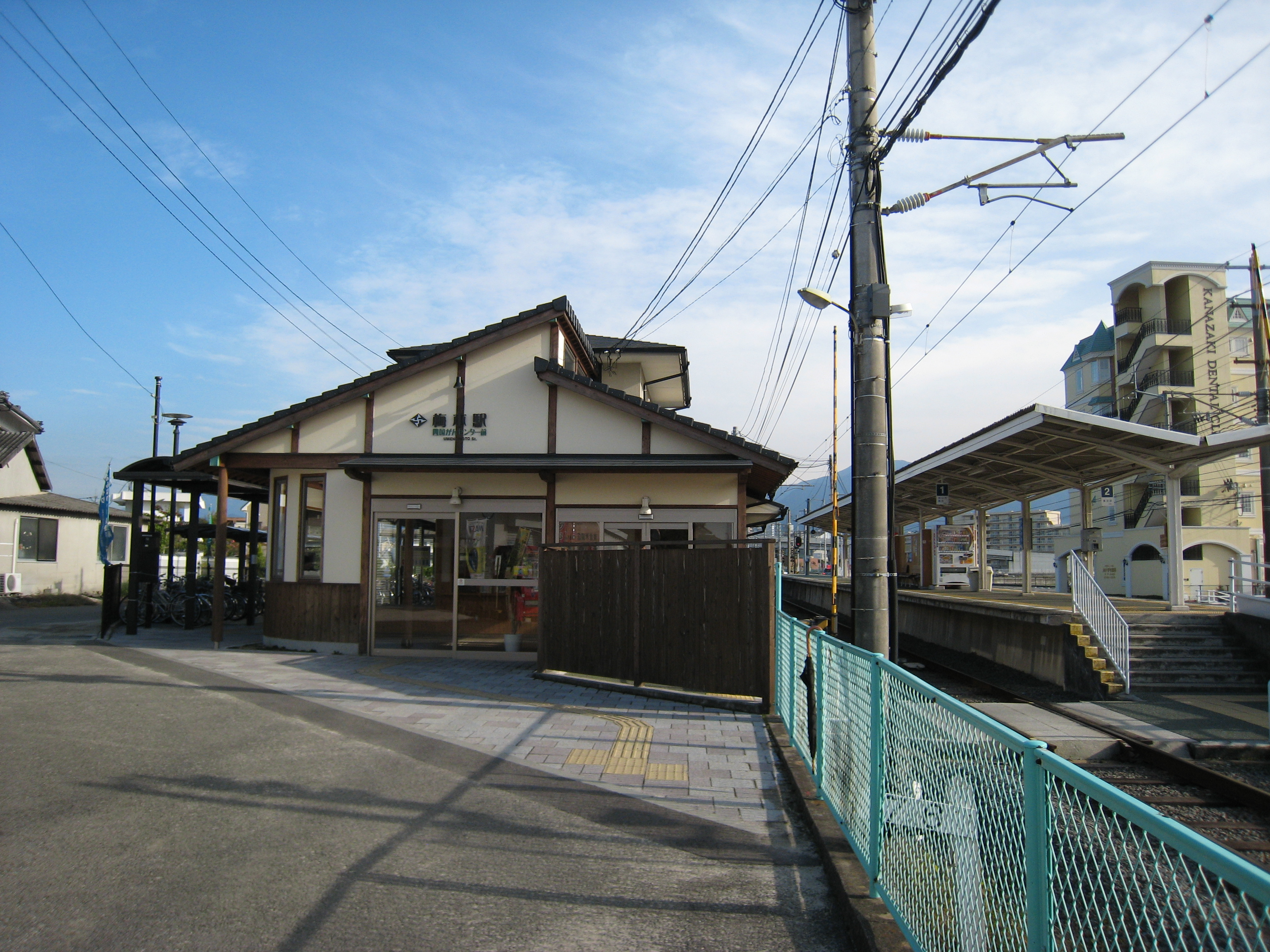
掛上舊標誌的車站外貌（2008年）

設有木製站舍1座，為車站搬遷後所興建的第2代車站，2011年曾作翻新，設有開放式候車大堂、候車座位、自動售票機、服務櫃位、IC咭增值機等，更在閘口旁設有LED電視機，提供列車及巴士的資訊，是一般中小型私鐵車站中較少見到的。至於閘口設有IC咭感應器，通過閘口後，右轉至旁邊的斜道，再通過平交道進入月台範圍。洗手間設於站舍內，但須入閘後左轉才能到達。
本站設有島式月台1座，能提供1面2線的配置，有效長度為4輛，是其中一個可交換列車的車站，除早上繁忙時間時的個別班次外，定點時段和晚間時段，都是上下行列車交換站。路軌設定上，1號月台為側線、2號月台為主線，所有列車均由右側進站。
出入口設於末端往平井站方向，設有樓梯及無障礙斜道通道。由閘口至月台之間，需利用平交道通過1號月台路軌才能到達月台。
通過閘口後便直接進入月台範圍。所有月台上的設施亦主要靠近於閘口，當中包括2輛長的月台上蓋、候車座椅及自助售賣機等。

### 月台配置
| 月台           | 路線      | 方向 | 目的地                        |
| -------------- | --------- | ---- | ----------------------------- |
| 1 （靠近站舍） | ■横河原線 | 上行 | 松山市、直通■高濱線往高濱方向 |
| 2 （遠離站舍） | ■横河原線 | 下行 | 横河原方向                    |

## 歷史
- 1935年5月1日：開業。
- 1981年5月11日：車站向橫河原方向遷移168米。
- 2025年3月18日：伊予鐵內所有郊外鐵道線均可使用ICOCA及全國交通系IC卡[5][6][7]。

## 相鄰車站
伊予鐵道
■ 橫河原線
平井（IY17）－梅本（IY18）－牛渕團地前（IY19）

## 外部連結
- 伊予鐵道梅本站公式網頁。 （页面存档备份，存于）